# Resolució 1139 del Consell de Seguretat de les Nacions Unides
La Resolució 1139 del Consell de Seguretat de les Nacions Unides fou adoptada per unanimitat el 21 de novembre de 1997.
Després de considerar un informe del Secretari General Kofi Annan sobre la Força de les Nacions Unides d'Observació de la Separació (UNDOF), el Consell va observar els seus esforços per establir una pau duradora i justa a l'Orient Mitjà.
La resolució va demanar a les parts implicades que implementessin de manera immediata la Resolució 338 (1973). Va renovar el mandat de la Força d'Observadors durant un altres sis mesos fins al 31 de maig de 1998 i va demanar que el Secretari General presentés un informe sobre la situació al final d'aquest període.
L'informe del secretari general va dir que la situació entre Israel i Síria havia quedat en calma però la situació a l'Orient Mitjà en general continuava sent perillosa. Dos soldats de la UNDOF van ser assassinats per assaltants desconeguts i Síria va dur a terme una investigació.